# Tekfur
Tekfur fue un título utilizado en la época selyúcida y usado hasta el siglo XV. Probablemente es de origen armenio y significa "el que lleva la corona". Se aplicaba a los gobernadores bizantinos de regiones o fortalezas de Anatolia y Tracia, a los comandantes de las fuerzas de frontera (akritai), y a los mismos emperadores bizantinos y a los príncipes de la casa real, bien bizantinos o de Trebisonda. Después de la conquista turca de Constantinopla en 1452, el sultán prohibió que el título fuera utilizado por ningún griego.
- Datos: Q6036539